# Manifest „Věrni zůstaneme“

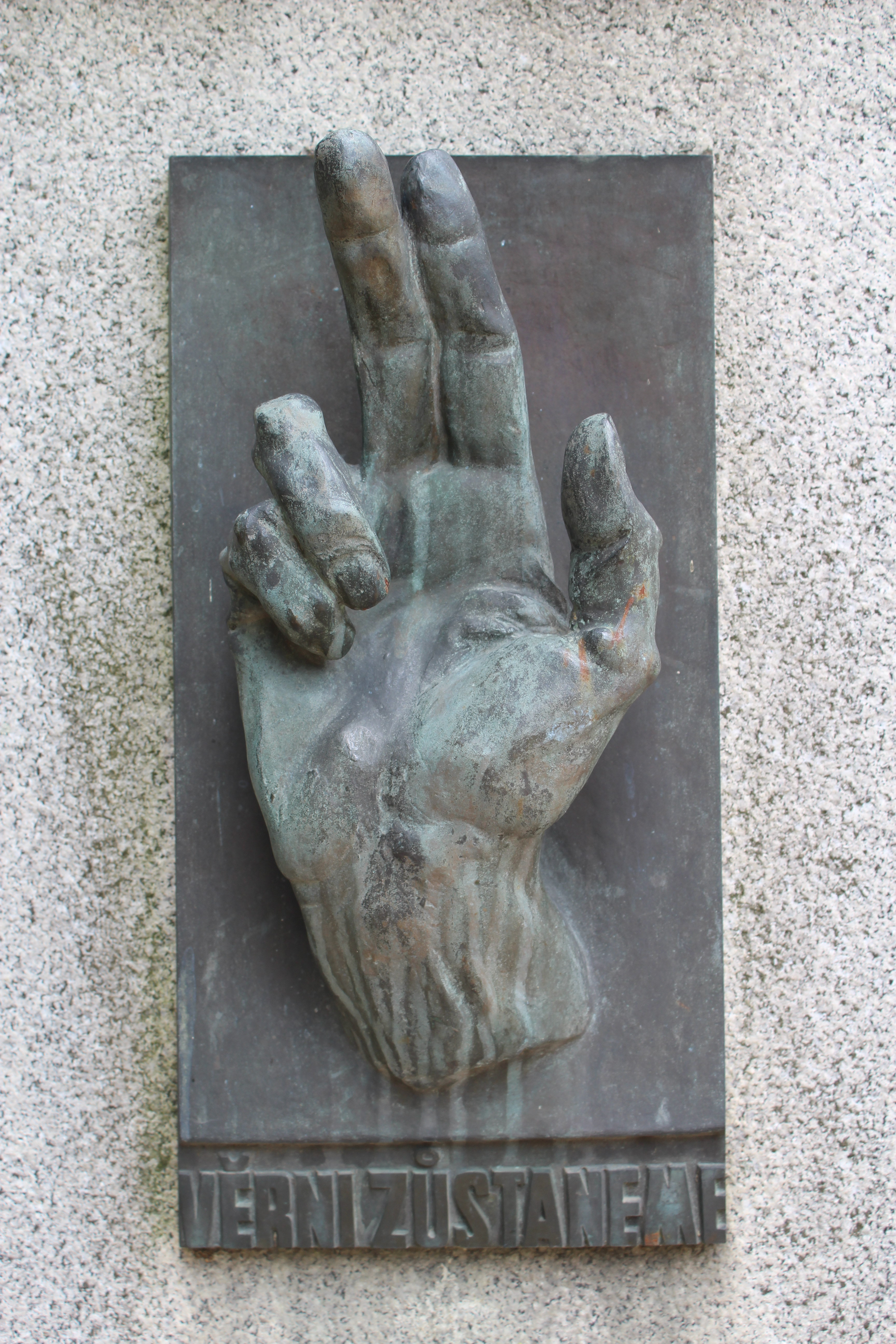
Denkmaltafel für die Opfer des Prager Aufstands von Karel Pokorný mit Zitat des Aufrufs

Der Aufruf „Věrni zůstaneme“ (deutsch: „Wir bleiben treu“) ist ein Manifest von über 300 tschechischen national und linksgerichteten Intellektuellen und Schriftsteller sowie anderer Persönlichkeiten aus Kultur und Wissenschaft aus dem Jahr 1938. Es entstand in der Zeit der wachsenden Bedrohung der Tschechoslowakei durch das Dritte Reich kurz vor der Sudetenkrise und erreichte in der Bevölkerung eine äußerst breite Zustimmung.

## Bedeutung
Am 15. Mai 1938 veröffentlichten mehrere tschechische Tageszeitungen ein Manifest, in dem die Regierung wie auch die Bevölkerung aufgerufen wurden, die Unabhängigkeit und den Zusammenhalt des gesamten Staates zu verteidigen und der immer stärkeren Bedrohung seitens des Deutschen Reiches eine Absage zu erteilen. Eine besondere Bedeutung hatte das Manifest angesichts des Anschlusses Österreichs am 12. März 1938 und der zunehmend provokativen Aktionen der Sudetendeutsche Partei von Konrad Henlein.
Der zentrale Gedanke des Manifestes war das Prinzip der freien zivilen Gesellschaft ohne Rücksicht auf die politische oder religiöse Überzeugung und Herkunft. Die politischen Parteien wurden aufgerufen, ihre Interessen den gesellschaftlichen Gesamtinteressen zu unterordnen. Dieser Aufruf wird häufig in Verbindung gebracht zu einem ähnlichen Manifest der tschechischen Schriftsteller vom 17. Mai 1917, das an die böhmischen Abgeordneten im Reichsrat in Wien gerichtet wurde und sie zum Kampf für die Unabhängigkeit des Staates ermutigte.
Die Petition trug die Unterschriften von 308 Persönlichkeiten des öffentlichen Lebens. Umgehend wurde jedoch auch eine große Unterschriftenaktion vorbereitet und gestartet. Sie wurde koordiniert von einem Petitionsausschuss „Věrni zůstaneme“. Am Tag des Abschlusses des Münchner Abkommens am 29. September 1938 konnte sie über eine Million Unterschriften aufweisen. Aus dem Ausschuss, der die Unterschriftenaktion leitete, ging nur kurze Zeit später eine der wichtigsten Widerstandsorganisationen im Protektorat Böhmen und Mähren hervor, der Petiční výbor Věrni zůstaneme.
Das Zitat „Věrni zůstaneme“ („Wir werden treu bleiben“) geht auf die Worte des tschechoslowakischen Präsidenten Edvard Beneš am Sarg seines Vorgängers Tomáš Garrigue Masaryk im September 1937 zurück. Es wurde später zu einem vielzitierten Motto.